# Synaptolaemus cingulatus
Synaptolaemus cingulatus är en fiskart som beskrevs av Myers och Fernández-yépez, 1950. Synaptolaemus cingulatus ingår i släktet Synaptolaemus och familjen Anostomidae. Inga underarter finns listade i Catalogue of Life.